# Устьянцевский сельсовет
Устьянцевский сельсовет — сельское поселение в Барабинском районе Новосибирской области Российской Федерации.
Административный центр — деревня Устьянцево.

## История
Статус и границы сельского поселения установлены Законом Новосибирской области от 2 июня 2004 года № 200-ОЗ «О статусе и границах муниципальных образований Новосибирской области»

## Население
| 2002 | 2010  | 2012  | 2013 | 2014 | 2015 | 2016 |
| ---- | ----- | ----- | ---- | ---- | ---- | ---- |
| 1172 | ↘1041 | ↘1003 | ↘976 | ↘953 | ↘937 | ↘932 |
| 2017 | 2018  | 2019  | 2020 | 2021 |      |      |
| ↘921 | ↗923  | ↘911  | ↘893 | ↘870 |      |      |

## Состав сельского поселения
| № | Населённый пункт                       | Тип населённого пункта          | Население |
| - | -------------------------------------- | ------------------------------- | --------- |
| 1 | Кирзинское                             | железнодорожная станция         | ↘191      |
| 2 | Остановочная Платформа 2997 км Мошкарь | железнодорожный разъезд         | ↘15       |
| 3 | Половинное                             | деревня                         | ↘138      |
| 4 | Устьянцево                             | деревня, административный центр | ↘697      |

### Упразднённые населённые пункты
- Суворовский — упразднённый в 1985 году посёлок.
- 3001 км  — упразднённый в 2009 году населённый пункт (тип:остановочная платформа)[14]
- Песчанка — упразднённая в 2009 году деревня